# 広域イーサネット
広域イーサネット（こういきイーサネット、Wide Area Ethernet）は、地理的に離れたLAN間などをイーサネットインターフェースで接続する技術もしくは電気通信役務である。

## 特徴
IP-VPNやインターネットVPNに比べると以下の点が利点である。
- 通信速度が速く、遅延も小さい。
- 網構成の自由度が高く、拠点の追加・プロトコルの変更などに柔軟に対応できる。
- IP以外の通信プロトコルを利用する場合でもイーサネットへの変換のみで済む。
- VLAN機能を有するL2スイッチ・L3スイッチの使用が可能である。

欠点としては、以下の点があげられる。
- 提供地域が狭く、アクセス回線の費用が高くなることもある。

## 網の構成
Wide Area NetworkやMetropolitan Area Networkの場合は、通信事業者が用意したVLANにより分割されたイーサネット網を共用する。
```
LAN--|L2スイッチ|--
光ケーブル
--|事業者イーサネット網|
LAN--|L3スイッチ|--光ケーブル--|事業者イーサネット網|
```

近距離の場合は、通信事業者のダークファイバーを利用して直接接続することもある。
```
LAN--|メディアコンバータ|--光ケーブル--|メディアコンバータ|--LAN
```

### 事業者網の構成
VLAN対応のL2スイッチのみで構成されたものが多い。
EoMPLSと呼ばれる、MPLS網でイーサネットをトンネリングする構成もある。

### アクセス回線
- 光ケーブル
- ADSL
- インターネット
- 専用線

## 広域イーサネット的に利用できるレイヤ2 VPN
広域イーサネットはイーサネット（レイヤ2）通信が提供されており、利用するプロトコルがIPに依存しないため、LANと同じ感覚で利用可能である。
レイヤ2（イーサネット）パケットのトンネリング通信やブリッジ接続などをサポートしているVPN技術を用いることにより、前述した広域イーサネットのメリットと同等のことを実現でき、インターネットVPNを用いて安価に構築することができる。特に、仮想LANカードと仮想ハブおよび既存の物理的なLANをVPNプロトコルで接続し、その上でブリッジ接続する手法により、広域イーサネットと同様に、既存のスイッチングハブやレイヤ3スイッチが使用されているLAN同士をVPN接続することができる。さらに、LANに対してイーサネットのレイヤでリモートアクセスすることが可能になる。